# Gearóid Ó Cuinneagáin
Gearóid Ó Cuinneagáin (Belfast, 2 gennaio 1910 – 13 giugno 1991) è stato un politico irlandese. Fondatore e leader del movimento degli Architetti della Resurrezione (Ailtirí na hAiséirghe), un partito di ispirazione fascista, cattolica e nazionalista sorto in Irlanda nel 1942.
Nacque in un quartiere a maggioranza protestante di Belfast da una famiglia della classe media cattolica. Influenzato da un suo insegnante, cominciò ad imparare la lingua irlandese e adottò la forma gaelica del suo cognome che da Cunningham divenne Ó Cuinneagáin. La padronanza linguistica gli consentì di divenire nel 1933 editorialista di un settimanale repubblicano, il An tEireannach (L'Irlandese). 
Con il passare del tempo la difesa dell'identità nazionale si tramutò per lui in un motivo di battaglia politica. A questo scopo fondò nel 1942 un partito nazionalista, il movimento degli Architetti della Resurrezione, rivendicando la messa al bando della lingua inglese nei luoghi pubblici e la costruzione di uno Stato totalitario, basato sui principi cattolici e corporativi. L'esperienza del movimento, nonostante un certo sostegno tra alcuni uomini di cultura, non riscosse risultati esaltanti ed il partito fu sciolto nel 1958.
Ó Cuinneagáin ebbe sei figli. Morì nel 1991.